# Содошка (впадает в Перешное)
Содошка — река в России, протекает по территории Кирилловского района Вологодской области. Принадлежит к бассейну Онеги и Белого моря. Длина реки составляет 19 километров.
Содошка берёт начало в лесной местности, в 5 километрах к северо-западу от деревни Петряково. Высота истока — около 141 метра над уровнем моря. Течёт в целом в западном направлении, впадает в юго-западную часть озера Перешное. Высота устья — 124,6 метров над уровнем моря.
Принимает несколько мелких ручьёв. На берегу реки расположены деревни Петряково, Козлово, Ивашково-2, Сигово.
Код объекта в Государственном водном реестре — 03010000112103000000512.